# 阿莱雅迪尼奥
安東尼奧·弗朗西斯科·里斯本（Antônio Francisco Lisboa，约1738年8月29日—1814年11月18日，一說生年為1730年），更廣為人知的名字是阿莱雅迪尼奥（Aleijadinho, 葡萄牙語發音：[aleiʒaˈdʒiɲu], 直译：「小瘸子」），巴西殖民地雕刻家和建築師。阿莱雅迪尼奥被多數巴西評論家一致認為是巴西殖民時期藝術的最偉大代表。
他的生平鮮為人知，至今仍籠罩在傳說和爭議之中，使研究他生平的工作十分艱鉅。關於他的主要文獻資料是他死後大約四十年寫的傳記。他的生涯軌跡則主要是通過他留下的作品重建。
他的所有作品都在米納斯吉拉斯州完成，尤其是在歐魯普雷圖、薩巴拉、聖若昂德爾雷伊和孔戈尼亞斯等城市。他最出名的作品是歐魯普雷圖的聖方濟各堂和孔戈尼亞斯的仁慈耶穌聖殿。

## 簡介
他的作品主要是天主教堂和宗教人物的雕塑。他是葡萄牙建筑师曼努埃尔·弗朗西斯科·里斯本（Manuel Francisco Lisboa）和一个黑奴的私生子，他从小就从父亲那里学习建筑和雕刻。 里斯本俗称为阿莱亚迪尼奥（Aleijadinho），即小瘸子，是梅毒引起的病态。 罗德里戈·布雷塔斯在《帕索斯·达·帕伊肖：阿莱贾迪尼奥》（Passos da Paixão: O Aleijadinho.）一书中描述道： 

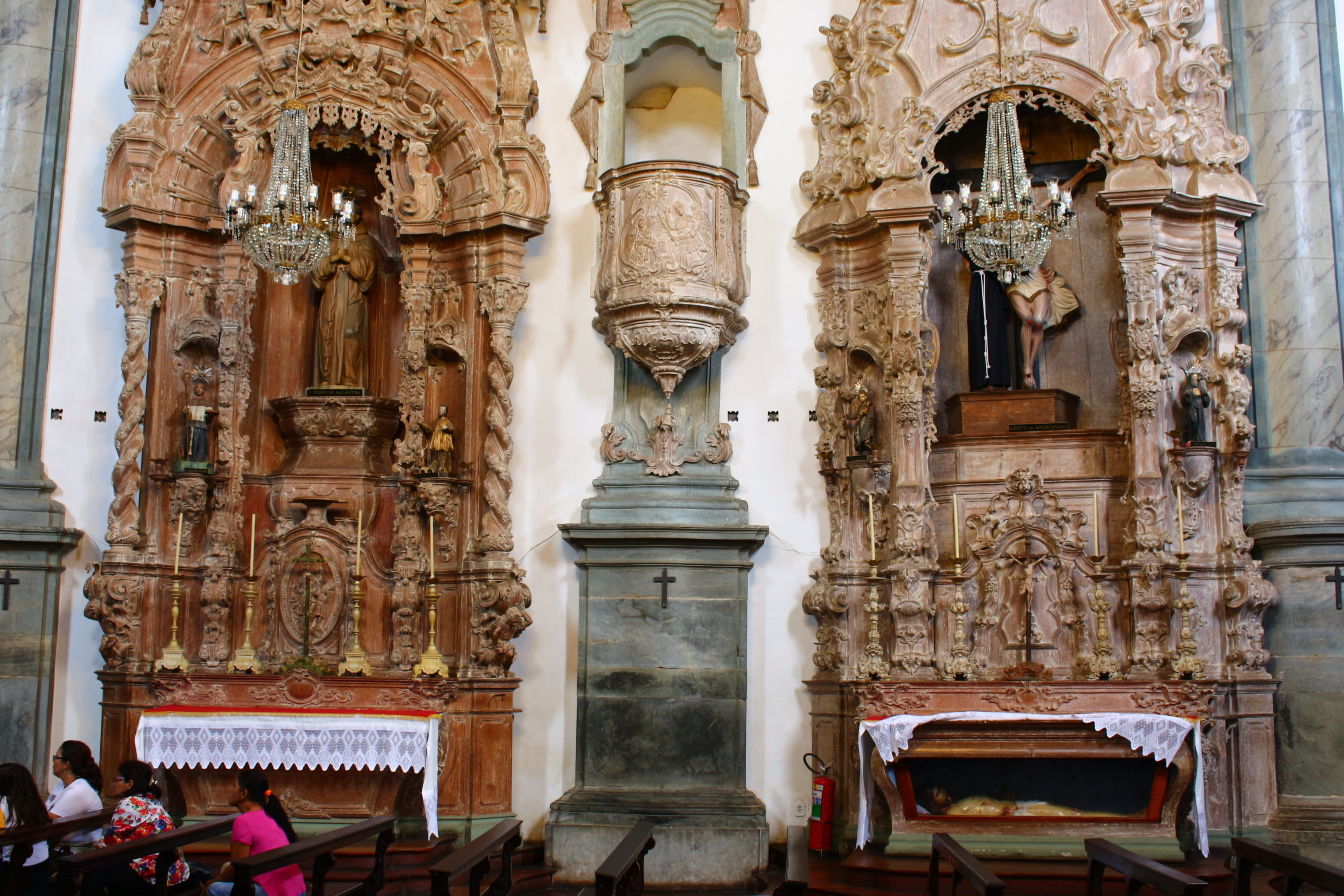
雕塑

安东尼奥·弗朗西斯科失去了所有脚趾。结果，他萎缩、弯曲，甚至一些手指脱落，只留下拇指和食指，几乎不能活动。他的手指经常疼痛，使他暴躁，用工作的凿子切断手指。
里斯本虽然擅长雕塑和建筑，但由于他的出生身份，被挡在当地工匠圈子外。 然而，他的职业加上他父亲的种族，使里斯本的社会地位明显高于其他非白人。 他的混血身份、白人父亲，以及工匠的职业，使他与建造教堂的奴隶保持距离。